# Trận Bazeilles
Trận Bazeilles là một trận đánh trong giai đoạn đầu của trận Sedan (1870) tại Pháp trong cuộc Chiến tranh Pháp-Phổ, diễn ra trong các ngày 29 tháng 8 và 1 tháng 9 năm 1870, giữa Quân đoàn I của Vương quốc Bayern do tướng Ludwig von der Tann chỉ huy với lực lượng thủy quân lục chiến thuộc Quân đoàn XII của Đế chế Pháp do tướng Barthélémy Louis Joseph Lebrun chỉ huy. Đây được xem là một trong những sự kiện đầu tiên liên quan tới chiến tranh đô thị. Mặc dù trong ngày đầu của trận chiến, quân đội Pháp đã giành lại được làng Bazeilles có tầm quan trọng mang tính chiến lược, quân đội Bayern đã chiếm được ngôi làng này. Cuộc kháng cự của thủy quân lục chiến Pháp tại Bazeilles đã đi vào huyền thoại quốc gia Pháp và gây cho đối phương những thiệt hại nặng nề, song cuộc chiến đẫm máu này cũng được người Đức ghi nhận như là một đóng góp đáng vinh danh cho tiến trình thống nhất nước Đức của Bayern.
Trận đánh thực sự đã diễn ra vào buổi chiều ngày 31 tháng 8 năm 1870, khi lữ đoàn thứ hai thuộc sư đoàn xanh của lực lượng thủy quân lục chiến Pháp được lệnh chiếm lại làng Bazeilles vừa mới rơi vào tay người Đức. Sau một trận giao tranh quyết liệt, quân Pháp nhờ có quân tiếp viện đã đoạt lại được Bazeilles khi màn đêm buông xuống. Tuy nhiên, vào đầu ngày 1 tháng 9, sau khi qua cầu, quân đoàn I của Bayern đã tiến công quân đoàn XII của Pháp tại Bazeilles. Với sự hỗ trợ của du kích quân franc-tireur, và được trang bị loại súng trường có tốc độ bắn nhanh Chassepot, thủy quân lục chiến Pháp yếu thế về quân số đã cầm cự được cuộc tấn công của người Bayern trong một khoảng thời gian lâu dài. Quân Bayern tiến công dữ dội đến mức mà quân Pháp phải vài lần giành lại các vị trí của mình, và tuy chiến đấu dũng cảm, quân Pháp không thể đánh đuổi hoàn toàn được quân bộ binh Đức. Được tăng cường lực lượng, quân đội Đức tiếp tục tiến công với tinh thần kiên quyết không kém đối phương, và cuộc chiến đấu đã trở nên rất tàn khốc giữa quân Đức với quân dân Pháp. Cuối cùng, với lợi thế về quân số và pháo binh, quân Bayern đã buộc thủy quân lục chiến Pháp phải triệt thoái về Sedan, dù chịu nhiều thương vong. Để yểm trợ cho đường rút của quân Pháp, một số sĩ quan và binh lính Pháp đã tử thủ trong căn nhà cuối cùng tại Bazeilles trước khi hết đạn và phải đầu hàng quân Bayern. Trong cuộc chiến tại Bazeilles, thống chế Pháp là Patrice de Mac-Mahon bị thương nặng cho nên phải thôi chỉ huy.
Trận đánh đã khiến cho ngôi làng Bazeilles bị thiêu cháy và trong ánh lửa, có những cáo buộc rằng binh sĩ quân đội Bayern đã thảm sát dân chúng Pháp tại Bazeilles, hoặc người Pháp đã tiến hành vũ trang cho dân thường – trái với quy luật của chiến tranh. Năm sau (1871), viên thị trưởng và hội đồng thành phố Bayern đã cho ra mắt một bản tổng kết về các sự việc đã xảy ra, trong đó cho thấy chỉ có 39 cư dân ở Bazeilles thiệt mạng trong cuộc giao tranh. Quân Pháp chịu thiệt hại vài trăm sĩ quan trong trận đánh này, và trận chiến Sedan cuối cùng đã kết thúc với cuộc đầu hàng của Napoléon III và quân đội Pháp. Cuộc kháng cự không thành của quân Pháp tại Bazeilles đã không thể bù đắp cho thảm họa Sedan, mặc dù được ghi nhận là một thất bại huy hoàng của quân Pháp, cũng giống như trận Camarón.